# Episodi de Il medico di campagna (seconda stagione)
La seconda stagione della serie televisiva Il medico di campagna è stata trasmessa in anteprima in Germania dalla ZDF tra il 9 gennaio 1989 e il 4 aprile 1989.
| nº | Titolo originale           | Titolo italiano | Prima TV Germania | Prima TV Italia |
| -- | -------------------------- | --------------- | ----------------- | --------------- |
| 1  | Auf neuen Wegen            |                 | 9 gennaio 1989    |                 |
| 2  | Der Spieler                |                 | 10 gennaio 1989   |                 |
| 3  | Diagnose Liebeskummer      |                 | 17 gennaio 1989   |                 |
| 4  | Aus alten Zeiten           |                 | 24 gennaio 1989   |                 |
| 5  | Auf Herz und Niere         |                 | 31 gennaio 1989   |                 |
| 6  | Routineeingriff            |                 | 7 febbraio 1989   |                 |
| 7  | Ein Kind wird vermisst     |                 | 14 febbraio 1989  |                 |
| 8  | Familienleben              |                 | 21 febbraio 1989  |                 |
| 9  | Urlaub zu zweit            |                 | 28 febbraio 1989  |                 |
| 10 | Corinna meldet sich zurück |                 | 7 marzo 1989      |                 |
| 11 | Mißverständnisse           |                 | 14 marzo 1989     |                 |
| 12 | Brandstiftung              |                 | 21 marzo 1989     |                 |
| 13 | Guter Rat ist teuer        |                 | 28 marzo 1989     |                 |
| 14 | Das Leben geht weiter      |                 | 4 aprile 1989     |                 |